# Volta a la Comunitat Valenciana
Volta a la Comunitat Valenciana – kolarski wyścig wieloetapowy, rozgrywany w Hiszpanii we wspólnocie autonomicznej Walencji od 1929.
W latach 2005–2008 oraz 2016–2019 wyścig zaliczany był do cyklu UCI Europe Tour, w którym posiadał kategorię 2.1. Od 2020 należy do UCI ProSeries.
W latach 2009–2015 wyścigu nie organizowano.
W swojej historii wyścig nosił również nazwy Vuelta a Levante (do 1978), Vuelta de la Region de Valencia (1979) oraz Vuelta a las Tres Provincias (1980–1983). Obecna nazwa (Volta a la Comunitat Valenciana) funkcjonuje od 1984.
Rekordzistą pod względem zwycięstw jest Hiszpan, Alejandro Valverde, który trzykrotnie stawał na najwyższym stopniu podium.

## Zwycięzcy
Opracowano na podstawie:
| Rok  | Pierwsze                 | Drugie                    | Trzecie                    |
| ---- | ------------------------ | ------------------------- | -------------------------- |
| 1929 | Salvador Cardona         | Valeriano Riera Franco    | Joan Mateu Ribé            |
| 1930 | Mariano Cañardo          | Josep Maria Sans Ciurana  | Joan Mateu Ribé            |
| 1931 | Fédérico Ezquerra        | Valeriano Riera Franco    | Mariano Cañardo            |
| 1932 | Ricardo Montero          | Mariano Cañardo           | Antonio Escuriet           |
| 1933 | Antonio Escuriet         | Emiliano Álvarez          | Fédérico Ezquerra          |
| 1940 | Fédérico Ezquerra        | Diego Chafer              | Antonio Escuriet           |
| 1942 | Julián Berrendero        | Fermo Camellini           | Diego Chafer               |
| 1943 | Francisco Antonio Andrés | Julián Berrendero         | Isidro Bejerano            |
| 1944 | Antonio Martín Eguia     | Vicente Miró              | Delio Rodríguez            |
| 1947 | Joaquín Olmos            | Agustí Miró i Caballé     | Juan Gimeno                |
| 1948 | Emilio Rodríguez         | Ricardo Ferrándiz         | Juan Gimeno                |
| 1949 | Joaquín Filba            | Matías Alemany Enseñat    | Antonio Sánchez Belando    |
| 1954 | Salvador Botella         | Vicente Iturat            | Bernardo Ruiz              |
| 1955 | Francesco Massip         | Mariano Corrales Lausín   | José Segú                  |
| 1956 | René Marigil             | Antonio Bertrán Panadés   | José Escolano Sánchez      |
| 1957 | Bernardo Ruiz            | Salvador Botella          | Andreu Trobat García       |
| 1958 | Hilaire Couvreur         | Joan Escolà               | Julio San Emeterio Abascal |
| 1959 | Rik Van Looy             | Edgard Sorgeloos          | Gilbert Desmet             |
| 1960 | Fernando Manzaneque      | Francisco Moreno Martínez | Jesús Galdeano             |
| 1961 | Salvador Botella         | Joaquín Barceló Santonja  | Gabriel Mas                |
| 1962 | Fernando Manzaneque      | Antonio Bertrán Panadés   | José Martín Colmenarejo    |
| 1963 | José Martín Colmenarejo  | Raúl Rey Fomosel          | Esteban Martín             |
| 1964 | Antonio Gómez del Moral  | Antón Barrutia            | Eusebio Vélez              |
| 1965 | José Pérez Francés       | José Suria                | Sebastián Elorza Uría      |
| 1966 | Angelino Soler           | José Antonio Momene       | José Suria                 |
| 1967 | José Pérez Francés       | Angelino Soler            | Eugenio Lisarde            |
| 1968 | Mariano Díaz             | Andrés Gandarias Albizu   | Daniel Varela              |
| 1969 | Eddy Merckx              | José Manuel López         | Gabriel Mascaró            |
| 1970 | Ventura Díaz             | Jesús Manzaneque          | Joaquim Galera             |
| 1971 | José Manuel López        | Luis Ocaña                | Juan Zurano                |
| 1972 | Domingo Perurena         | Santiago Lazcano          | Tino Tabak                 |
| 1973 | José Antonio González    | José Manuel Fuente        | José Luis Abilleira        |
| 1974 | Marcello Bergamo         | José Luis Abilleira       | Pedro Torres               |
| 1975 | Vicente López Carril     | Santiago Lazcano          | Nemesio Jiménez            |
| 1976 | Gonzalo Aja              | Jose Luis Viejo           | Joaquim Agostinho          |
| 1977 | Bernt Johansson          | René Leuenberger          | Custodio Mazuela           |
| 1979 | Vicente Belda            | Bernardo Alfonsel         | Eulalio García Pereda      |
| 1980 | Klaus-Peter Thaler       | Eduardo Chozas            | Jordi Fortià Martí         |
| 1981 | Alberto Fernández Blanco | Pedro Muñoz               | Antonio Coll               |
| 1982 | Pedro Muñoz              | Faustino Rupérez          | Bernardo Alfonsel          |
| 1983 | Reimund Dietzen          | Stefan Mutter             | Julián Gorospe             |
| 1984 | Bruno Cornillet          | Pello Ruiz Cabestany      | Ángel Camarillo            |
| 1985 | Jesús Blanco Villar      | Frits Pirard              | Sean Kelly                 |
| 1986 | Bernard Hinault          | Jesús Blanco Villar       | Jörg Müller                |
| 1987 | Stephen Roche            | Jesús Blanco Villar       | Julián Gorospe             |
| 1988 | Erich Mächler            | Julián Gorospe            | Jesús Blanco Villar        |
| 1989 | Pello Ruiz Cabestany     | Remig Stumpf              | Charly Mottet              |
| 1990 | Tom Cordes               | Erich Mächler             | Rolf Gölz                  |
| 1991 | Melchor Mauri            | Steven Rooks              | Peter Hilse                |
| 1992 | Melchor Mauri            | Erik Breukink             | Andrea Chiurato            |
| 1993 | Julián Gorospe           | Stefano Della Santa       | Miguel Indurain            |
| 1994 | Wiaczesław Jekimow       | Miguel Indurain           | Tony Rominger              |
| 1995 | Alex Zülle               | Laurent Jalabert          | Abraham Olano              |
| 1996 | Laurent Jalabert         | Íñigo Cuesta              | Mariano Rojas              |
| 1997 | Juan Carlos Domínguez    | Armand de Las Cuevas      | Christophe Moreau          |
| 1998 | Pascal Chanteur          | Bo Hamburger              | Santos González            |
| 1999 | Aleksandr Winokurow      | Wladimir Belli            | Javier Pascual Rodríguez   |
| 2000 | Abraham Olano            | Juan Carlos Domínguez     | José Alberto Martínez      |
| 2001 | Fabian Jeker             | Michael Boogerd           | Aleksandr Winokurow        |
| 2002 | Alex Zülle               | Ivan Basso                | Claus Michael Møller       |
| 2003 | Dario Frigo              | David Bernabeu            | Javier Pascual Llorente    |
| 2004 | Alejandro Valverde       | Antonio Colom             | David Blanco               |
| 2005 | Alessandro Petacchi      | Aitor Pérez               | Antonio Colom              |
| 2006 | Antonio Colom            | Ricardo Serrano           | David Bernabeu             |
| 2007 | Alejandro Valverde       | Tadej Valjavec            | Fränk Schleck              |
| 2008 | Rubén Plaza              | Manuel Vázquez Hueso      | Xavier Florencio           |
| 2016 | Wout Poels               | Luis León Sánchez         | Beñat Intxausti            |
| 2017 | Nairo Quintana           | Ben Hermans               | Manuel Senni               |
| 2018 | Alejandro Valverde       | Luis León Sánchez         | Jakob Fuglsang             |
| 2019 | Ion Izagirre             | Alejandro Valverde        | Pello Bilbao               |
| 2020 | Tadej Pogačar            | Jack Haig                 | Tao Geoghegan Hart         |
| 2021 | Stefan Küng              | Nelson Oliveira           | Enric Mas                  |
| 2022 | Aleksandr Własow         | Remco Evenepoel           | Carlos Rodríguez           |
| 2023 | Rui Costa                | Giulio Ciccone            | Tao Geoghegan Hart         |
| 2024 | Brandon McNulty          | Santiago Buitrago         | Aleksandr Własow           |
| 2025 | Santiago Buitrago        | João Almeida              | Pello Bilbao               |